# Chloridolum kurosawae
Chloridolum kurosawae är en skalbaggsart. Chloridolum kurosawae ingår i släktet Chloridolum och familjen långhorningar.

## Underarter
Arten delas in i följande underarter:
- C. k. kurosawae
- C. k. ohsumiense